# Klinkbachtal
Das Naturschutzgebiet Klinkbachtal liegt auf dem Gebiet des Landkreises Trier-Saarburg in Rheinland-Pfalz. Das 172,22 ha große Naturschutzgebiet, das mit Verordnung vom 20. April 2006 unter Naturschutz gestellt wurde, erstreckt sich zwischen der B 268 im Westen und der Ortsgemeinde Lampaden im Nordosten. Es handelt sich um ein Fließgewässerökosystem des Klinkbachs und seiner Nebenbäche mit den angrenzenden Quellbach- und Bachuferwäldern.